# 阔叶凤尾蕨
阔叶凤尾蕨（学名：Pteris esquirolii），为凤尾蕨科凤尾蕨属下的一个植物种。